# Kammerbau
Mit Kammerbau bezeichnet man ein spezielles Abbauverfahren im Bergbau. Der Kammerbau gehört wie der Örterbau und der Weitungsbau zu den Abbauverfahren mit kammerartiger Bauweise. Das Abbauverfahren wurde bereits im antiken römischen Bergbau als gängiges Verfahren zum Abbau von Mineralien eingesetzt. Heute kommt der Kammerbau sowohl in massigen als auch in flözartigen Lagerstätten zum Einsatz. Hauptsächlich wird dieses Abbauverfahren im Kali- und Salzbergbau und im Eisenerzbergbau genutzt. Aber auch beim untertägigen Abbau von Kalkstein und Gips und beim Dachschieferbergbau wird überwiegend Kammerbau angewendet. Im böhmischen Bergrevier wurde das Abbauverfahren beim Braunkohlenbergbau genutzt.

## Grundlagen

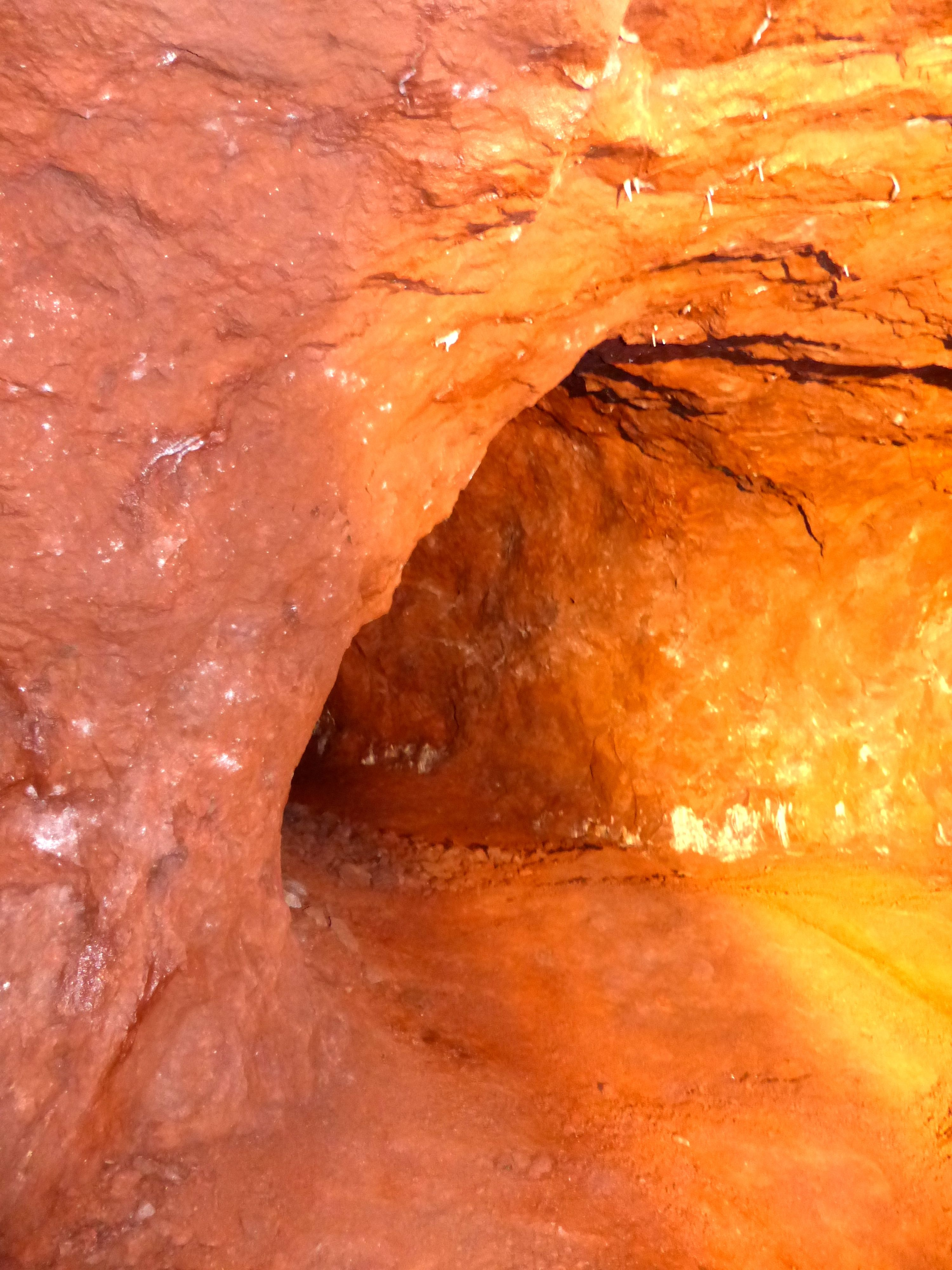
Pfeilerkammerbau im Eisenerzbergbau: Links im Vordergrund ist der Sicherheitspfeiler zu sehen (Grube Eisenberg, Philippstollen)

Bei Lagerstätten, bei denen in der Überdeckung Wasser vorhanden ist, darf es an keiner Stelle zu einer Absenkung kommen. Der Grund hierfür ist, dass diese Absenkungen zu einem Bruch oder zu Rissen im Deckgebirge führen. Hier werden Abbauverfahren gewählt, bei denen Teile der Lagerstätte als Pfeiler stehen bleiben und somit das Deckgebirge abstützen. Geeignete Verfahren sind hier Abbauverfahren mit kammerartiger Bauweise. Der Kammerbau wird bei Lagerstätten mit großer Mächtigkeit verwendet, dabei ist es unerheblich, welches Einfallen die Lagerstätte hat. Aufgrund der Bauweise dieses Verfahrens wird das Hangende von Bergfesten vergleichbar gestützt wie eine Zimmerdecke von den Zimmerwänden. Obwohl der Kammerbau große Ähnlichkeit mit dem Örterbau hat und es auch Übergänge zwischen beiden Verfahren gibt, unterscheidet sich der Kammerbau von diesem Abbauverfahren durch die größeren Dimensionen des Abbaustoßes und des sich dadurch bildenden Abbauraumes (Kammer).

## Das Abbauverfahren

### Grundsätzliche Bauweise
Bei diesem Abbauverfahren wird jeder Hohlraum ringsherum von Sicherheitspfeilern eingefasst. Diese Pfeiler dienen praktisch als Wände, sodass einzelne Abbaukammern gebildet werden. Da hierdurch systematisch Kammern mit zwischenstehenden Pfeilern erstellt werden, bezeichnet man dieses Verfahren auch als Kammerpfeilerbau. Voraussetzung für dieses Abbauverfahren ist eine genügende Standfestigkeit des Gebirges. Dies ist erforderlich, damit die Kammern bei ihrer Auffahrung ohne Ausbau offen bleiben können. Außerdem müssen die Pfeiler eine bestimmte Stärke haben, damit das Hangende nicht hereinbricht. Bei zu schwach bemessenen Pfeilern und Bergfesten kann es zum Tagesbruch kommen. Das anstehende Mineral wird abgebaut, indem man unter Tage innerhalb der Lagerstätte langgestreckte Kammern aus dem Gestein bricht, die gleichmäßig über das Abbaufeld verteilt werden. Die Abbaurichtung ist in der Regel schwebend. Die Verhiebrichtung ist entweder streichend oder querschlägig. Als Verhiebart wird der firstenartige Verhieb angewendet. Der Kammerbau ist besonders in unregelmäßigen Lagerstätten, in denen die Mineralien nicht gleichmäßig zusammenhängend vorkommen, geeignet. Durch den Kammerbau können hohe Abbauleistungen bei gleichzeitig verhältnismäßig geringen Gewinnungskosten erzielt werden. Nachteilig beim Kammerbau sind die hohen Abbauverluste von 50 Prozent und teilweise auch mehr. Probleme können auch die offenen Kammerfirsten bereiten. Hier kann durch technische und naturgegebene Einflüsse die Stabilität beeinflusst werden. Durch den gezielten Einsatz von Gebirgsankern wird die Stabilität der Firsten verbessert.
Je nach Lagerstätte werden unterschiedliche Varianten des Kammerbaus angewendet. Es gibt den Kammerbau ohne Versatz, den Kammerbau mit Versatz und den Kammerbruchbau. Dabei werden je nach Methode die Stützpfeiler mit abgebaut. Es gibt auch eine Variante, bei der sowohl die nachgiebigen Pfeiler als auch die Stützpfeiler nicht mit abgebaut werden. Der Kammerbau mit Versatz wird fast ausschließlich im Kalibergbau angewendet. Das Einbringen von Versatz ist beim Kalibergbau, anders als beim Steinsalzbergbau, aus Stabilitätsgründen der Kammern erforderlich. Als Versatz werden Rückstände der Kalifabrik mittels Schrappern in die ausgeräumten Kammern eingebracht. Früher wurde der Versatz auch von Hand oder mit der Schüttelrutsche eingebracht. In einigen Bergwerken des Stassfurter Reviers wurde der Versatz auch unter Tage in der Bergemühle gewonnen und dann in die abgebauten Kammern eingebracht. Im Kalibergbau des Südharzes wurde anstelle des Bergeversatzes auch Spülversatz in die abgebauten Kammern eingebracht. Wenn dieser Versatz gut ausgehärtet war, konnte man anschließend auch die Pfeiler hereingewinnen. Werden die Pfeiler ohne Versatz der Kammern abgebaut, geht der erzeugte Hohlraum allmählich zu Bruch. Diese Art des Kammerbaus nennt man dann Kammerpfeilerbruchbau. Eine spezielle Art des Kammerbaus ist der Stockwerksbau.

### Vorbereitende Arbeiten
Bevor die Lagerstätte mittels Kammerbau abgebaut werden kann, muss zunächst ein Hauptstreckennetz erstellt werden. Ausgehend von einer streichenden Hauptförderstrecke werden, je nach Größe der Lagerstätte, mehrere Querschläge in der Lagerstätte aufgefahren. Damit die Förderstrecken vor den Auswirkungen des Abbaus weitestgehend geschützt sind, werden an beiden Seiten der Förderstrecken etwa zwölf Meter starke Salzfesten stehen gelassen. Ausgehend von den Querschlägen werden die einzelnen Kammern erstellt. Die einzelnen Kammern werden in Streckenhöhe über Durchhiebe mit den Querschlägen verbunden. Anschließend wird in Streckenhöhe ein Einbruch erstellt, von dem ausgehend die Kammer abgebaut wird.

### Der Abbau der Kammern

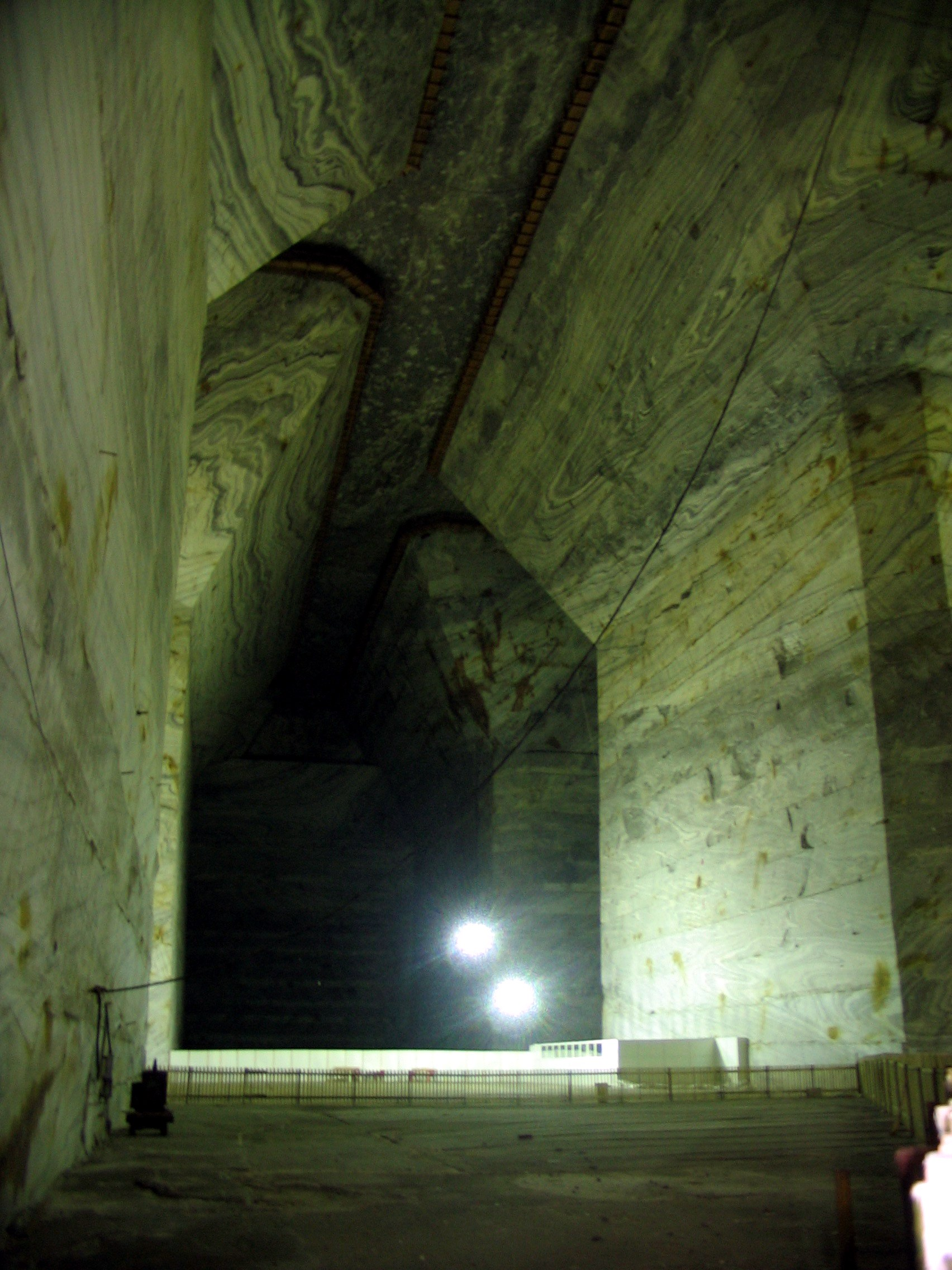
Abbaukammer

Der Verhieb der Kammern kann auf zwei Arten erfolgen, von oben in strossenartiger Bauweise oder von unten in firstenbauartiger Bauweise.
Der strossenartige Verhieb wird bei unregelmäßigen Gebirgsverhältnissen und steilem Einfallen angewendet. Bei dieser Bauweise wird die Sohle von oben strossenartig in Verhieb genommen. Die Höhe der Kammer kann bei diesem Verfahren beliebig sein. Sobald das Deckgebirge in einer Kammer nicht mehr genügend Tragfähigkeit besitzt, wird der Abbau in der entsprechenden Kammer eingestellt und eine neue Kammer mittels einer Schwebe in Angriff genommen. Die strossenartige Bauweise hat den Vorteil, dass die Bergleute eine größere Sicherheit gegen Steinfall haben. Das liegt zunächst einmal daran, dass sie nicht unter überhängenden Teilen der Lagerstätte arbeiten müssen. Außerdem kann bei dieser Bauweise die Firste mit Gebirgsankern gesichert werden. Nachteilig ist jedoch, dass die Bergleute sich immer weiter vom Dach entfernen und somit eine Beobachtung des Gebirges sehr schwierig ist. Dies wirkt sich insbesondere dadurch negativ aus, da bei fortschreitendem Abbau die Festigkeit bzw. Tragfähigkeit der Firste abnimmt.
Beim Firstenverhieb werden die Kammern von unten nach oben erstellt, dies geschieht durch stetigen Angriff der Firste. Dabei haben die Hauer stets die Lagerstätte über sich und stehen dabei auf dem hereingewonnenen Haufwerk. Durch das stete Herausarbeiten der Mineralmasse kann das Gebirge nicht zerklüften. Dadurch besitzt das Deckgebirge genügend Standfestigkeit und die Gefahren durch überhängende Stöße werden auf ein Minimum reduziert. Aus diesem Grund wird der Firstenverhieb beim Kammerbau bevorzugt.

## Größe der Abbaukammer

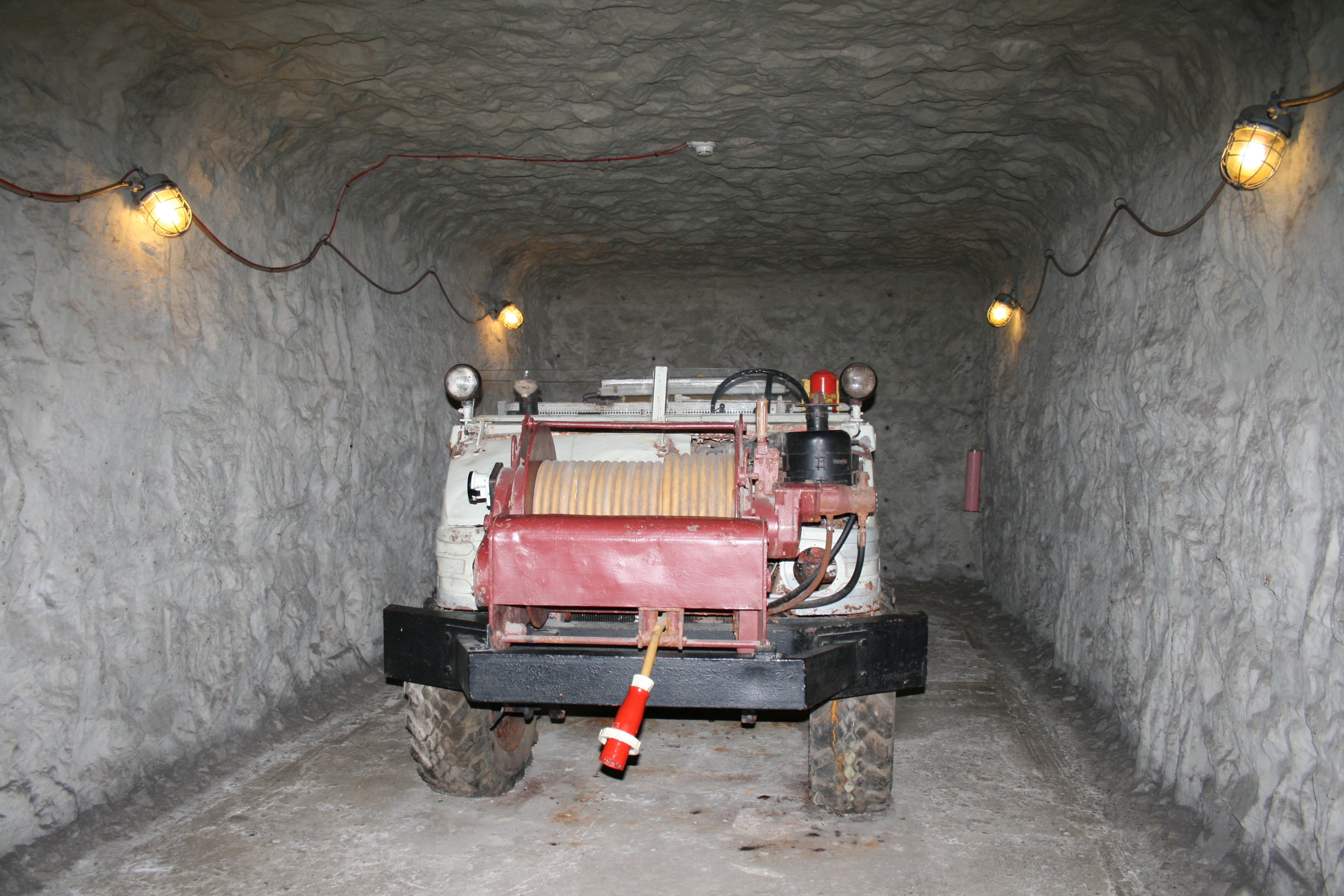
Nachgestellte Abbaukammer mit Unimog der Grube Bülten-Adenstedt im Deutschen Bergbaumuseum Bochum

Die Größe der Abbaukammern ist abhängig von der Größe der Lagerstätte und der Tragfähigkeit des Gebirges. Die Kammern haben, je nach Lagerstätte, eine Länge von bis zu 200 Metern und eine Breite von 20 Metern. Die Höhe liegt normalerweise zwischen neun und elf Metern. Es sind aber auch Kammern mit einer Höhe von bis zu 50 Metern aufgefahren worden. Die größten Abbaukammern entstehen im Steinsalz und im Dachschieferbergbau. Im ungarischen Steinsalzbergbau erreichte eine Abbaukammer eine Höhe von 147 Meter und eine Breite von 47 Meter. Probleme können immer dann auftreten, wenn die Kammern zu groß dimensioniert werden. Dies passiert insbesondere dann, wenn zusätzlich die Standfestigkeit des Gebirges überschätzt wird und der Sicherheitsabstand zum Deckgebirge zu gering gewählt wird. Hier kann es beispielsweise beim Kalibergbau aufgrund der wasserführenden Deckschichten zu Gebirgsschlägen oder zum Tagesbruch kommen. Durch das Eindringen von laugehaltigen Wässern, dem sogenannten Laugendurchbruch, kann es zum Absaufen der Grubenbaue kommen.

## Dimensionierung der Pfeiler
Da die Pfeiler beim Kammerbau als gebirgsmechanische Tragelemente funktionieren, müssen sie entsprechend ihrer vertikalen Belastung stark dimensioniert sein. Eine zu schwache Dimensionierung der Pfeiler wirkt sich negativ auf die Stabilität und Tragfähigkeit der Pfeiler aus. Die Pfeiler müssen so angebracht sein, dass die Festen und Kammern jeweils genau übereinander liegen. Nur so ist gewährleistet, dass die Festen und Schweben ein festtragendes Gerüst ergeben. Für die Dimensionierung und für den Abstand der Pfeiler waren noch im 20. Jahrhundert gewisse Erfahrungsregeln im Gebrauch. Um genügend standfeste Pfeiler zu erhalten, wurden hier Pfeilerstärken von acht Metern verwendet. Heute lässt sich die vertikale Belastung der Pfeiler bei Kenntnis des Teufendrucks und eines Lastfaktors rechnerisch ermitteln. Für die genaue Dimensionierung der Pfeiler wurden verschiedene Verfahren, sowohl rechnerische als auch Laboruntersuchungsverfahren, entwickelt. Neben dem Lastfaktor werden auch bestimmte Einflussfaktoren wie die Pfeilerbreite, die Pfeilerschlankheit, das Verhältnis von Pfeilerbreite zu Pfeilerlänge und die Teufe zur Ermittlung der Pfeilerdimensionierung benötigt.

## Mechanisierung
Aufgrund der Ausdehnung der einzelnen Kammern ist beim Kammerbau in der Regel eine Mechanisierung der Gewinnung und der Förderung des abgebauten Minerals möglich. Die Gewinnung erfolgt vielfach noch durch Bohr- und Sprengarbeit. Das Bohren der Sprenglöcher erfolgt mittels Bohrwagen. Das herausgelöste Mineral wird dann mittels Lademaschinen auf Lastkraftwagen verladen und über Tage transportiert. Als Lademaschinen werden Fahrlader eingesetzt. In großen Abbaukammern kommen auch Löffelbagger zum Einsatz. Aber auch hier ist eine Mechanisierung durch den Einsatz von Continuous Minern möglich. Bei der Umstellung von der konventionellen Gewinnung auf Gewinnung mittels Continuous Miner muss das Abbauverfahren entsprechend angepasst werden.